# Terance Mann
Terance Stanley Mann (Brooklyn, Nueva York, 18 de octubre de 1996) es un jugador de baloncesto estadounidense que pertenece a la plantilla de los Brooklyn Nets de la NBA. Con 1,96 metros de estatura, juega en la posición de alero.

## Trayectoria deportiva

### Universidad
Jugó cuatro temporadas con los Seminoles de la Universidad Estatal de Florida, en las que promedió 9,4 puntos, 5,1 rebotes y 1,9 asistencias por partido.

#### Estadísticas
| Año     | Equipo        | PJ  | PT  | MPP  | %TC  | %3P  | %TL  | RPP | APP | ROB | TPP | PPP  |
| ------- | ------------- | --- | --- | ---- | ---- | ---- | ---- | --- | --- | --- | --- | ---- |
| 2015–16 | Florida State | 34  | 0   | 17.0 | .584 | .308 | .458 | 3.7 | .9  | .6  | .2  | 5.2  |
| 2016–17 | Florida State | 35  | 34  | 25.0 | .576 | .304 | .663 | 4.5 | 1.7 | 1.0 | .2  | 8.4  |
| 2017–18 | Florida State | 34  | 31  | 29.2 | .568 | .250 | .655 | 5.4 | 2.6 | .9  | .3  | 12.6 |
| 2018–19 | Florida State | 37  | 36  | 31.7 | .505 | .390 | .790 | 6.5 | 2.5 | .7  | .3  | 11.4 |
| Total   | Total         | 140 | 101 | 25.9 | .552 | .327 | .670 | 5.1 | 1.9 | .8  | .2  | 9.4  |

### Profesional
Fue elegido en la cuadragésimo octava posición del Draft de la NBA de 2019 por Los Angeles Clippers.
El 19 de junio de 2021, en el sexto encuentro de semifinales de conferencia ante los Jazz, anotó 39 puntos, siendo el mejor registro de su carrera.
En octubre de 2021, firma una extensión de contrato con los Clippers por $22 millones y 2 años.
En septiembre de 2024, firma una extensión de contrato con los Clippers por $47 millones y 3 años.
Durante su sexta campaña en Los Ángeles, el 6 de febrero de 2025, es traspasado a los Atlanta Hawks junto a Bones Hyland a cambio de Bogdan Bogdanović.
El 24 de junio de 2025 es traspasado a Brooklyn Nets en un intercambio entre tres equipos.

## Estadísticas de su carrera en la NBA

### Temporada regular
| Año     | Equipo        | PJ  | PT  | MPP  | %TC  | %3P  | %TL  | RPP | APP | ROB | TPP | PPP  |
| ------- | ------------- | --- | --- | ---- | ---- | ---- | ---- | --- | --- | --- | --- | ---- |
| 2019-20 | L.A. Clippers | 41  | 6   | 8.8  | .468 | .350 | .667 | 1.3 | 1.3 | .3  | .1  | 2.4  |
| 2020-21 | L.A. Clippers | 67  | 10  | 18.9 | .509 | .418 | .830 | 3.6 | 1.6 | .4  | .2  | 7.0  |
| 2021-22 | L.A. Clippers | 81  | 33  | 28.6 | .484 | .365 | .780 | 5.2 | 2.6 | .7  | .3  | 10.8 |
| 2022-23 | L.A. Clippers | 81  | 36  | 23.1 | .519 | .389 | .780 | 3.4 | 2.3 | .5  | .3  | 8.8  |
| 2023-24 | L.A. Clippers | 75  | 71  | 25.0 | .515 | .348 | .832 | 3.4 | 1.6 | .6  | .2  | 8.8  |
| 2024-25 | L.A. Clippers | 37  | 12  | 19.8 | .446 | .347 | .719 | 2.9 | 1.6 | .8  | .3  | 6.0  |
| 2024-25 | Atlanta       | 30  | 1   | 22.7 | .541 | .386 | .667 | 3.1 | 2.1 | .6  | .1  | 9.8  |
| Total   | Total         | 412 | 169 | 22.1 | .502 | .372 | .781 | 3.5 | 1.9 | .6  | .2  | 8.1  |

### Playoffs
| Año   | Equipo        | PJ | PT | MPP  | %TC  | %3P  | %TL   | RPP | APP | ROB | TPP | PPP  |
| ----- | ------------- | -- | -- | ---- | ---- | ---- | ----- | --- | --- | --- | --- | ---- |
| 2020  | L.A. Clippers | 13 | 0  | 2.1  | .400 | .000 | —     | .5  | .1  | .1  | .0  | .3   |
| 2021  | L.A. Clippers | 19 | 6  | 19.8 | .519 | .432 | .714  | 2.7 | .7  | .5  | .3  | 7.6  |
| 2023  | L.A. Clippers | 5  | 0  | 26.6 | .576 | .474 | .667  | 3.2 | 2.2 | .8  | .2  | 10.6 |
| 2024  | L.A. Clippers | 6  | 6  | 31.2 | .413 | .455 | 1.000 | 5.0 | 1.8 | .0  | .0  | 9.3  |
| Total | Total         | 43 | 12 | 16.9 | .500 | .438 | .756  | 2.4 | .9  | .3  | .1  | 6.0  |